# جيمي ألين (لاعب كرة قدم)
جيمي ألين (بالإنجليزية: Jimmy Allen)‏ (18 أغسطس 1913 في المملكة المتحدة - 1 يناير 1979 بهامرسميث في المملكة المتحدة) هو لاعب كرة قدم بريطاني (وحمل سابقاً جنسية المملكة المتحدة لبريطانيا العظمى وأيرلندا) في مركز الدفاع. لعب مع كوينز بارك رينجرز ونادي ليتون أورينت وهدرسفيلد تاون.